# Lijst van gemeenten in Konya
Onderstaande lijst bevat alle gemeenten (2000) in de Turkse provincie Konya.
| District   | Gemeente      |
| ---------- | ------------- |
| Ahırlı     | Ahırlı        |
| Ahırlı     | Akkise        |
| Akören     | Akören        |
| Akören     | Avdan         |
| Akören     | Kayasu        |
| Akşehir    | Adsız         |
| Akşehir    | Akşehir       |
| Akşehir    | Altuntaş      |
| Akşehir    | Atakent       |
| Akşehir    | Çakıllar      |
| Akşehir    | Doğrugöz      |
| Akşehir    | Engili        |
| Akşehir    | Gölçayır      |
| Akşehir    | Karahüyük     |
| Akşehir    | Ortaköy       |
| Akşehir    | Reis          |
| Akşehir    | Yazla         |
| Altınekin  | Akıncılar     |
| Altınekin  | Altınekin     |
| Altınekin  | Dedeler       |
| Altınekin  | Oğuzeli       |
| Beyşehir   | Adaköy        |
| Beyşehir   | Akçabelen     |
| Beyşehir   | Bayavşar      |
| Beyşehir   | Beyşehir      |
| Beyşehir   | Doğanbey      |
| Beyşehir   | Emen          |
| Beyşehir   | Esence        |
| Beyşehir   | Gökçimen      |
| Beyşehir   | Gölyaka       |
| Beyşehir   | Huğlu         |
| Beyşehir   | Karaali       |
| Beyşehir   | Kayabaşı      |
| Beyşehir   | Kurucuova     |
| Beyşehir   | Sadıkhacı     |
| Beyşehir   | Sevindik      |
| Beyşehir   | Üstünler      |
| Beyşehir   | Üzümlü        |
| Beyşehir   | Yenidoğan     |
| Beyşehir   | Yeşildağ      |
| Bozkır     | Bozkır        |
| Bozkır     | Çağlayan      |
| Bozkır     | Dereiçi       |
| Bozkır     | Dereköy       |
| Bozkır     | Hamzalar      |
| Bozkır     | Harmanpınar   |
| Bozkır     | Hisarlık      |
| Bozkır     | Sarıoğlan     |
| Bozkır     | Sorkun        |
| Bozkır     | Söğüt         |
| Bozkır     | Üçpınar       |
| Cihanbeyli | Bulduk        |
| Cihanbeyli | Büyükbeşkavak |
| Cihanbeyli | Cihanbeyli    |
| Cihanbeyli | Gölyazı       |
| Cihanbeyli | Günyüzü       |
| Cihanbeyli | İnsuyu        |
| Cihanbeyli | Kandil        |
| Cihanbeyli | Karabağ       |
| Cihanbeyli | Kelhasan      |
| Cihanbeyli | Kuşça         |
| Cihanbeyli | Kütükuşağı    |
| Cihanbeyli | Taşpınar      |
| Cihanbeyli | Yapalı        |
| Cihanbeyli | Yeniceoba     |
| Çeltik     | Çeltik        |
| Çeltik     | Gökpınar      |
| Çeltik     | Küçükhasan    |
| Çumra      | Alibeyhüyüğü  |
| Çumra      | Apa           |
| Çumra      | Arıkören      |
| Çumra      | Çumra         |
| Çumra      | Dinek         |
| Çumra      | Güvercinlik   |
| Çumra      | İçeriçumra    |
| Çumra      | Karkın        |
| Çumra      | Okçu          |
| Çumra      | Türkmencamili |
| Çumra      | Yenisu        |
| Derbent    | Çiftliközü    |
| Derbent    | Derbent       |
| Derebucak  | Çamlık        |
| Derebucak  | Derebucak     |
| Derebucak  | Gencek        |
| Derebucak  | Pınarbaşı     |
| Derebucak  | Yukarıkayalar |
| Doğanhisar | Ayaslar       |
| Doğanhisar | Başköy        |
| Doğanhisar | Çınaroba      |
| Doğanhisar | Deştiğin      |
| Doğanhisar | Doğanhisar    |
| Doğanhisar | Karaağa       |
| Doğanhisar | Koçaş         |
| Doğanhisar | Konakkale     |
| Doğanhisar | Yenice        |
| Emirgazi   | Demirci       |
| Emirgazi   | Emirgazi      |
| Emirgazi   | Işıklar       |
| Ereğli     | Aziziye       |
| Ereğli     | Belkaya       |
| Ereğli     | Çayhan        |
| Ereğli     | Ereğli        |
| Ereğli     | Kutören       |
| Ereğli     | Sazgeçit      |
| Ereğli     | Zengen        |
| Güneysınır | Alanözü       |
| Güneysınır | Aydoğmuş      |
| Güneysınır | Güneysınır    |
| Hadım      | Bademli       |
| Hadım      | Bağbaşı       |
| Hadım      | Bolat         |
| Hadım      | Dedemli       |
| Hadım      | Güynükkışla   |
| Hadım      | Hadım         |
| Hadım      | Korualan      |
| Hadım      | Yalınçevre    |
| Halkapınar | Halkapınar    |
| Hüyük      | Burunsuz      |
| Hüyük      | Çamlıca       |
| Hüyük      | Çavuş         |
| Hüyük      | Göçeri        |
| Hüyük      | Hüyük         |
| Hüyük      | İlmen         |
| Hüyük      | İmrenler      |
| Hüyük      | Kıreli        |
| Hüyük      | Köşk          |
| Hüyük      | Mutlu         |
| Hüyük      | Selki         |
| Ilgın      | Argıthanı     |
| Ilgın      | Aşağıçiğil    |
| Ilgın      | Balkı         |
| Ilgın      | Beykonak      |
| Ilgın      | Çavuşçugöl    |
| Ilgın      | Gökçeyurt     |
| Ilgın      | Ilgın         |
| Ilgın      | Yukarıçiğil   |
| Kadınhanı  | Atlantı       |
| Kadınhanı  | Başkuyu       |
| Kadınhanı  | Kadınhanı     |
| Kadınhanı  | Kolukısa      |
| Kadınhanı  | Osmancık      |
| Karapınar  | Hotamış       |
| Karapınar  | İslik         |
| Karapınar  | Karapınar     |
| Karapınar  | Kayalı        |
| Karapınar  | Yeşilyurt     |
| Karatay    | Hayıroğlu     |
| Karatay    | İsmil         |
| Karatay    | Karatay       |
| Karatay    | Ovakavağı     |
| Karatay    | Yarma         |
| Meerdere   | Konya         |
| Kulu       | Celep         |
| Kulu       | Karacadağ     |
| Kulu       | Kırkpınar     |
| Kulu       | Kozanlı       |
| Kulu       | Kulu          |
| Kulu       | Tavşancalı    |
| Kulu       | Tuzyaka       |
| Kulu       | Zincirlikuyu  |
| Meram      | Çarıklar      |
| Meram      | Hatunsaray    |
| Meram      | İnlice        |
| Meram      | Karadiğin     |
| Meram      | Kaşınhanı     |
| Meram      | Kavak         |
| Meram      | Kızılören     |
| Meram      | Meram         |
| Meram      | Sağlık        |
| Meram      | Sefaköy       |
| Sarayönü   | Başhüyük      |
| Sarayönü   | Çeşmelisebil  |
| Sarayönü   | Gözlü         |
| Sarayönü   | Kadıoğlu      |
| Sarayönü   | Kurşunlu      |
| Sarayönü   | Ladik         |
| Sarayönü   | Sarayönü      |
| Selçuklu   | Başarakavak   |
| Selçuklu   | Selçuklu      |
| Selçuklu   | Sızma         |
| Selçuklu   | Tepe          |
| Selçuklu   | Yükselen      |
| Seydişehir | Akçalar       |
| Seydişehir | Bostandere    |
| Seydişehir | Çavuş         |
| Seydişehir | Gevrekli      |
| Seydişehir | Kesecik       |
| Seydişehir | Ketenli       |
| Seydişehir | Ortakaraören  |
| Seydişehir | Seydişehir    |
| Seydişehir | Taraşçı       |
| Taşkent    | Afşar         |
| Taşkent    | Balcılar      |
| Taşkent    | Bolay         |
| Taşkent    | Çetmi         |
| Taşkent    | Ilıcapınar    |
| Taşkent    | Taşkent       |
| Tuzlukçu   | Tuzlukçu      |
| Yalıhüyük  | Yalıhüyük     |
| Yunak      | Koçyazı       |
| Yunak      | Kuzören       |
| Yunak      | Piribeyli     |
| Yunak      | Saray         |
| Yunak      | Sülüklü       |
| Yunak      | Turgut        |
| Yunak      | Yunak         |